# Kaaper
Kaaper ist der Name eines altägyptischen Beamten in der Übergangszeit von vierter zu fünfter Dynastie im Alten Reich.

## Identität
Kaaper war der Enkel von Prinzessin Wenschet. In seinem Grab fand sich die Holzstatue seiner Frau, deren Name nicht überliefert ist.
Kaaper amtierte sehr wahrscheinlich unter den Königen (Pharaonen) Mykerinos bis Userkaf. Er führte unter anderem hochrangige Titel wie „Sohn des Königs“ (Sa-nesut; allerdings nur als reiner Funktionstitel, Kaaper war kein wirklicher Prinz), „Oberster Vorlesepriester“ (Cheri-habet-heri-tep) und „Schreiber der königlichen Armee“. Kaaper wurde durch eine fast lebensgroße Standstatue aus feinem Sykomorenholz bekannt. Sie wird noch heute scherzhaft „Scheich el-Beled“ genannt, da ihre Gesichtszüge an den damaligen Bürgermeister des gleichnamigen Ortes erinnern sollen. Auch die Holzbüste seiner Frau war aus Sykomorenholz.

## Grab
Kaaper wurde gemeinsam mit seiner Frau in der Ziegelmastaba C8 in der Beamtennekropole von Sakkara bestattet.